# Øvre Årdal
Øvre Årdal és un poble situat al municipi d'Årdal, al comtat de Sogn og Fjordane, Noruega. És el més gran dels dos pobles principal d'Årdal. Està situat a l'extrem nord del llac Årdalsvatnet, a 9 quilòmetres del centre administratiu del municipi, Årdalstangen. El poble, de 1,87 quilòmetres quadrats, té una població de 3.206 habitants (2013); donant al poble una densitat de 1.714 habitants per quilòmetre quadrat. L'església de Farnes es troba en aquest poble.
La carretera Tindevegen va des d'Øvre Årdal fins a Turtagrø al municipi de Luster a través de la vall de Fardalen. És una de les carreteres més elevades de Noruega. També hi ha un carretera que va cap al sud passant pel llac Tyin per a trobar-se amb la ruta europea E16, que va de Valdres a Oslo.
Øvre Årdal és el punt de partida per a fer excursions a l'Àrea de Protecció Paisatgística d'Utladalen i al Parc Nacional de Jotunheimen. Hi ha excursions a les diferents valls, a la muntanya Falketind, a la cascada Vettisfossen, i per a les granges històriques de Vetti, Vettismorki, i Avdalen.
Norsk Hydro té una planta de fosa d'alumini, que és una important font d'ocupació a la zona. Årdal FK és un club de futbol, que juga a l'estadi de Jotun a Øvre Årdal.